# Rubus franconicus
Rubus franconicus är en rosväxtart som beskrevs av Heinrich E. Weber. Rubus franconicus ingår i släktet rubusar, och familjen rosväxter. Inga underarter finns listade i Catalogue of Life.